# Gibson Technology
Gibson Technology — автомобильная и автоспортивная компания располагающаяся в городе Рептон, Дербишир, Англия. Она была основана в 1981 году Билом Гибсоном (англ. Bill Gibson) и Брайаном Мейсоном (англ. Brian Mason) как Zytek Engineering.

## История владельцев
В 1981 Гибсон и Мейсон основали Zytek Group с двумя отделениями: Zytek Automotive, расположенном во Фрадли, Стаффордшир и Zytek Engineering, расположенную в Рептоне, Дербишир.
В 2000, Motorola выкупила 19% компании Zytek Automotive, а в 2006 продала свою долю немецкой ининиринговой компании Continental AG, которая купила весь автомобильный бизнес Моторолы, а затем стала поднимать свою долю в компании Zytek Automotive до 50%. В 2014 год Continental AG выкупили весь бизнес Zytek Automotive.
Другая часть Zytek Group — Zytek Engineering, осталась под руководством Гибсона и 1 октября 2014 была переименована в Gibson Technology.

## Спортивная история
Zytek Motorsport это бренд продуктов для мотоспорта выпускаемых Zytek Group.
В 1987, Zytek купила британскую команду «Alan Smith Racing» чтобы расширить своё вовлечение в мотоспорт. Вначале, эта команда поддерживала команду Джордан в чемпионате Formula 3000, но впоследствии они сконцентрировались на разработке двигателей.
У Zytek снова появилась своя собственная команда в 2004 году, когда компания стала участвовать в Европейской серии гонок на выносливость Ле-Ман на своей первой спортивной машине Zytek 04S. Им удалось достичь второго места в командном зачёте в 2005 благодаря двум победам в общем зачёте. Zytek Engineering продолжает участвовать в сериях Ле-Ман, а также в Американской серии Ле-Ман и 24 часа Ле-Мана.

### 2000-е
В 2002, Zytek купила часть остатков обанкротившейся Reynard Motorsport у «International Racing Management». Покупка включала права на протитоп Reynard 02S, после распада компании из которых был построен только один. Zytek уже поставляла двигатель для существующего шасси и поэтому планировала построить дополнительные копии под именем Zytek 04S, предлагая и шасси и двигатель в виде полного комплекта.
Из-за изменений в правилах разработки прототипов в 2006, Zytek обновила одно из уже построенных шасси 04S, и в то же время строили третью, полностью новую машину, названную 06S. Дополнительные изменения правил в 2007 году потребовали от команды построить полностью новую машину — Zytek-07s, которая участвовала в двух классах европейской серии — LMP1 и LMP2.
Машина Zytek GZ09S в 2009 году сразу стала успешной, победив в LMP2 Le Mans Series Team Championship с командой Quifel-ASM и Driver Championship с гонщиками Мигель Амрал и Оливье Пла.
В 2009 Zytek Engineering стала первым производителем победившем на гибридном LMP. Машина, принадлежавшая команде Corsa Motorsports победила в дебютных соревнованиях в городе Лайм рок. Система Zytek Q10 Hybrid является неинвазивной параллельной гибридной системой, состоящей из мотора-генератора, батареи и инвертера. Её назначение состоит в рекуперировании энергии которая обычно теряется во время торможения и впоследствии использовать её для помощи двигателю внутреннего сгорания при разгоне.

### 2010-е для Zytek
Машина Z11SN также победила в категории LMP2 24 часа Ле-Мана в 2011 и 2014, и в Европейской серии Ле-Ман в 2011, в командах Greaves Motorsport (2011) и Team Jota (2014).

### 2010-е для Gibson
В 2017 после ребрендинга, компания стаа поставщиком 4.2-литрового атмосферного двигателя V8, мощьностью примерно 600 лошадиных сил, для LMP2 Class, для Европейская серия Ле-Ман, Чемпионат мира по автогонкам на выносливость и Чемпионат IMSA по гонкам на спорткарах. Два из нескольких прототипов автомобилей использующих двигатели Gibson занимали призовые места, и один из них вел в общей гонке, пока восстановившаяся команда Porsche не отвоевала главенство.
В 2018 году, новый LMP1 двигатель Gibson — 4.5-литровый атмосферный GL458, был поставлен на пару Rebellion Racing машин Rebellion R13 и на DragonSpeed BR Engineering BR1. Двигатель помог Rebellion R13 занять 3-4 места (1-2 среди частных команд) на Ле-Мане, уступив Toyota TS050 Hybrid. В феврале 2019, ByKolles Racing объявила, что они планируют использовать для своей машины CLM P1/01 двигатель Gibson GL458 вместо Nissan Nismo VRX30A — 3.0-литрового V6 с двойным турбонаддувом.

## Zytek Automotive
Zytek Automotive специализируется на силовых установках и разработке автомашин, и с 2014 года является частью немецкой инжиниринговой компании Continental AG. Она проектирует, разрабатывает и интегрирует электрические двигатели для автомобилей.
Gordon Murray Design и Zytek Automotive разработали трёхместный городской электромобиль «T.27», благодаря инвестиции 4,5 миллионв фунтов стерлингов (7,2 миллиона долларов США в июне 2010) от правительственного Совета по технологическим инновациям.

## Внешние ссылки
- Zytek Automotive
- Gibson Technology